# Llibre sibil·lí

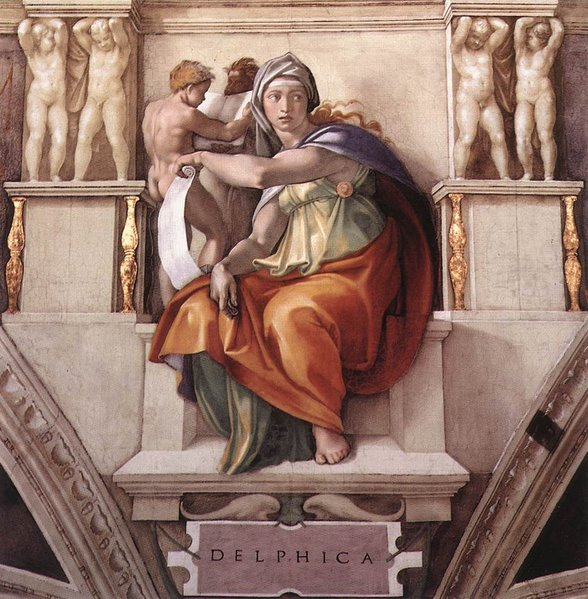
La Sibil·la de Delfos

Un llibre sibil·lí era un llibre profètic de l'antiga Roma, un recull de respostes oraculars escrits en grec que es conservaven al temple de Júpiter Capitolí, i van ser transferits en temps d'August al temple d'Apol·lo Palatí. Servi Maure Honorat explica que una vegada una sibil·la, potser la Sibil·la de Cumes, segons Virgili, va voler vendre al rei Tarquini Prisc (o potser a Tarquini Superb, segons altres fonts) els nou llibres sibil·lins a un preu molt alt (300 peces d'or). Ell va dir que el preu era molt alt i la sibil·la va cremar-ne tres i li va oferir els llibres restants pel mateix preu. Tarquini s'hi va tornar a negar i la sibil·la en va cremar tres més i li va tornar a oferir els tres que restaven al mateix preu i el rei, encuriosit, va acceptar. Aquests llibres contenien profecies diverses i eren consultats quan algun presagi greu amenaçava el futur de Roma.
Aquests llibres, escrits en grec, tenien un origen desconegut. Quan es conservaven al temple de Júpiter Capitolí estaven sota custòdia d'alguns oficials, primer dos, els duumviri sacris faciundis, però més tard es van incrementar a deu i van arribar a ser-ne fins a 15 (quindecemviri sacris faciundis). Els llibres no podien ser vistos pel públic i només podien ser consultats pels patricis encarregats de la seva custòdia o per encàrrec especial del senat romà en casos de prodigis o calamitats. No se sap si contenien prediccions o directives per a algunes circumstàncies, o potser simplement instruccions sobre el tipus de ritu religiós a celebrar en cada ocasió. Un dels seus custodis que va revelar els seus secrets va ser condemnat a mort.
Es creu que estaven escrits en fulles de palmera. Els llibres es van destruir en l'incendi del temple durant la Guerra social, i es van enviar llavors ambaixadors a Grècia i Àsia Menor per tractar de trobar nous llibres. Així, van arribar gran nombre de llibres profètics a mans de particulars que finalment August va ordenar reunir (al pretor urbà) i cremar els que considerava falsos i en va prohibir la tinença. Uns dos mil llibres van ser cremats i només alguns considerats genuïns els va preservar l'estat i van ser dipositats a la base de l'estàtua d'Apol·lo al temple del deu al Palatí, i posats sota custòdia dels quindecemvirs.
A la fi de l'Imperi Romà d'Occident, probablement a causa de les mesures antipaganes promulgades per Flavi Honori a partir de 404, els cristians van apoderar-se dels Llibres sibil·lins i els van cremar. Rutili Claudi Namacià, prefecte de Roma l'any 417, va denunciar Estilicó com l'instigador d'aquesta acció sacrílega, ocorreguda l'any 408. Els autors cristians sovint diuen que en els llibres hi havia referències al Messies, però això és amb tota probabilitat una falsificació.
Junt amb els llibres sibil·lins, es custodiaven alguns llibres profètics més, els Carmina Marciana, de Marci o dels germans Marcis (Marcii), les profecies etrusques de la nimfa Vegoia, i les d'Albunea de Tibur; d'aquestos, els dels Marcis eren en llatí.